# Dick Stabile

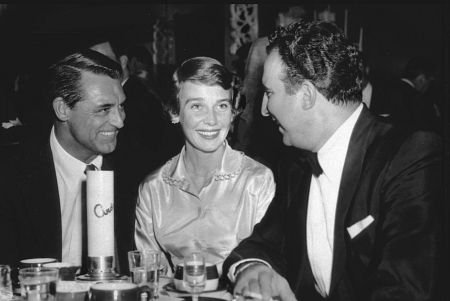
Cary Grant, Betsy Drake et Dick Stabile en 1955.

Dick Stabile (29 mai 1909 - 18 septembre 1980) est un saxophoniste de jazz, clarinettiste et chef d'orchestre américain.

## Biographie
Dick Stabile est né à Newark dans le New Jersey aux États-Unis le 29 mai 1909, d'un père chef d'orchestre et violoniste d'origine italienne,.
Il est le cousin de la chanteuse de jazz Dolly Dawn (Theresa Stabile, 1916-2002), qu'Ella Fitzgerald a qualifié d'influence sur son propre chant.
Dick Stabile épouse Gracie Barrie dont il divorce ultérieurement.
Il meurt d'une crise cardiaque le 18 septembre 1980 à la Nouvelle-Orléans en Louisiane.

## Formation
Fils d'un chef d'orchestre et violoniste, Stabile apprend le piano et le violon dès son plus jeune âge. Son père décroche un emploi auprès du chef d'orchestre Vincent Lopez à condition d'apprendre le saxophone parce que cet instrument gagne en popularité à l'époque. Stabile père acquiert donc un saxophone alto qui fascine le jeune Richard, âgé de treize ans, qui découvre qu'il aime jouer de cet instrument plus que tout autre et qui demande à son père de lui en acheter un,.

## Carrière
Le  jeu subtil de Dick Stabile lui permet de décrocher un job auprès de Jules Ansel au Brunswick Hotel de Newark dans le New Jersey. Ansel est ébloui par la dextérité de cet adolescent précoce qui a développé un style personnel qui le classe au-dessus de tous les saxophonistes qu'il avait déjà entendus. Il invite donc son cousin Ben Bernie, qui dirige alors son orchestre à l'hôtel Berkley Carteret d'Asbury Park à venir découvrir le jeune saxophoniste.
Dick Stabile est engagé par Ben Bernie et part en tournée avec lui. Il reste avec lui de 1928 à 1935, apparaissant dans l'émission de radio hebdomadaire de Bernie en tant que saxophoniste alto principal et soliste.
Sa loyauté envers Bernie le retient de former son propre ensemble, bien qu'il soit ambitieux, et c'est Ben Bernie lui-même qui l'y encourage.
En 1935, Stabile fonde son propre ensemble, le All-America "Swing" Band, qui comprend Bunny Berigan, Dave Barbour, Frank Signorelli et Stan King. Il enregistre avec des chanteurs tels que Berigan et Burt Shaw, et des chanteuses telles que Evelyn Oaks, Paula Kelly et Gracie Barrie, qu'il épouse. 
Durant les années 1930, Dirk Stabile conçoit une ligne de saxophones et de clarinettes qui portent son nom et il enregistre pour les labels Decca, Bluebird, ARC et Vocalion.
Pendant la Seconde Guerre mondiale, Stabile dissout son orchestre peu après Pearl Harbor et s'engage dans la Navy où il dirige un orchestre ; son épouse Gracie Barrie dirige son ensemble en son absence. 
Après la guerre, il s'installe à Los Angeles, reforme son orchestre et devient le directeur musical de Dean Martin et Jerry Lewis durant les dix années où ils jouent ensemble,. Il apparaît régulièrement avec eux à la télévision et dans certains de leurs films, comme Le Soldat récalcitrant (At War with the Army) où il tient le rôle du soldat Pokey (Private Pokey),.
Son groupe est choisi pour jouer à l'exposition universelle de New York en 1959-1960.
Après avoir passé la fin des années 1960 à diriger des groupes de danse dans les salles de bal de Los Angeles, Stabile accepte un emploi à l'hôtel Roosevelt à la Nouvelle-Orléans, où il travaille du milieu des années 1970 jusqu'à sa mort d'une crise cardiaque en 1980.

## Discographie

### En tant que leader
- 1957 : Dick Stabile Plays for You (Bethlehem)
- 1957 : At the Statler (Tops)
- 1959 : Dancing on the Sunset Strip (King)
- 1960 : This Cat Really Blows! (Dot)